# 黄士松
黄士松（1920年—2017年），曾用名黄仕松，男，浙江金华人，中国气象学家、气象教育家，曾任南京大学教授、博士生导师。